# Topusko
Topusko (serbisch-kyrillisch Топуско) ist eine Verbandsgemeinde (općina) in der kroatischen Gespanschaft Sisak-Moslavina und der Standort des bekannten Thermalbades Toplice Topusko.

## Geografie

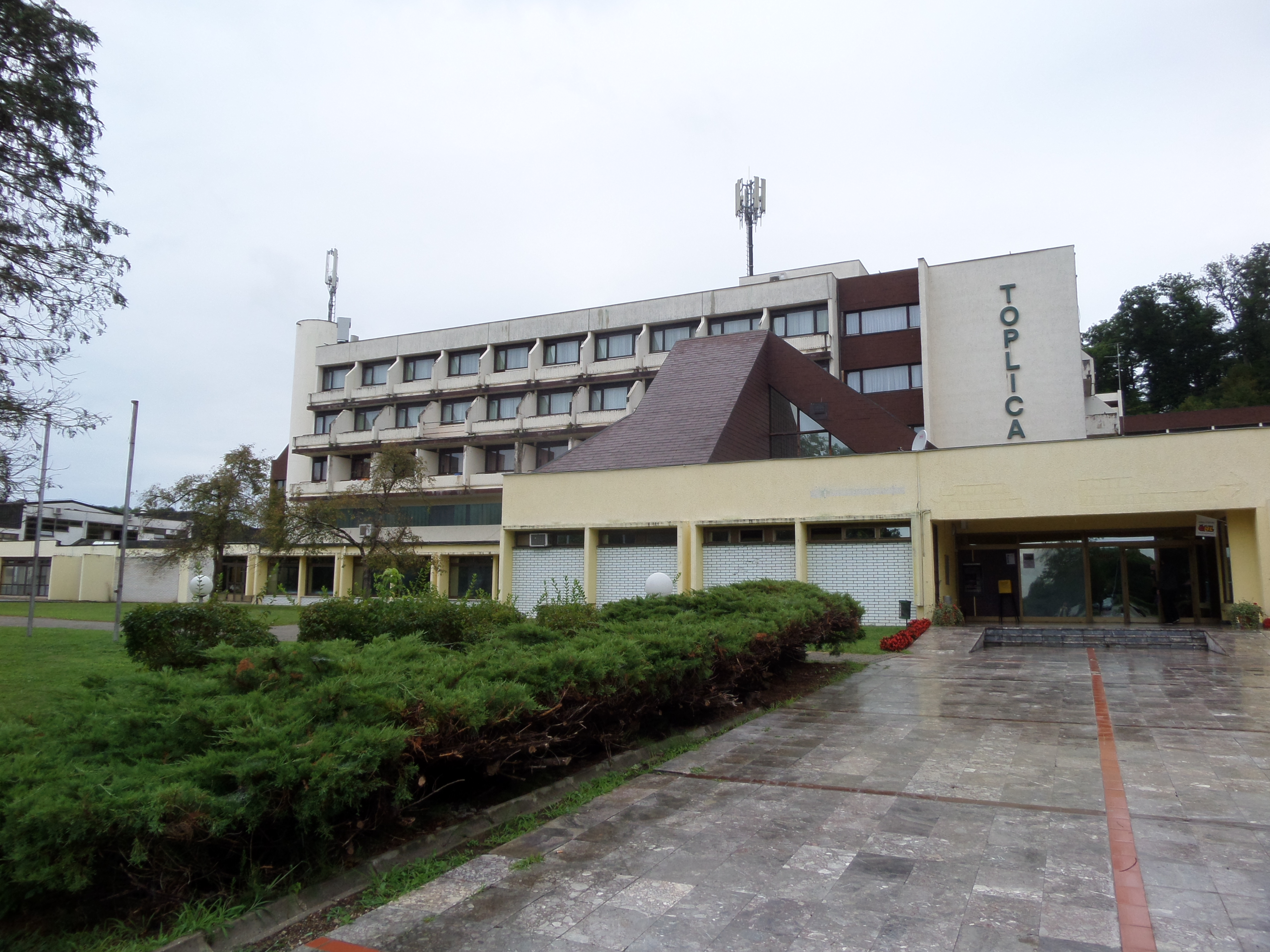
Kurhotel in Topusko

Der Ort befindet sich etwa 60 Kilometer südlich von Zagreb und 40 Kilometer südwestlich von Sisak im Tal der Glina, eines rechten Nebenflusses der Kupa, unweit der Grenze zu Bosnien und Herzegowina und an der Grenze zwischen den Regionen Kordun und Banovina. Der Grenzübergang nach Velika Kladuša ist 24 Kilometer entfernt, die Grenze selbst nur sieben Kilometer Luftlinie. Die Umgebung ist hügelig. Während Topusko selbst auf etwa 125 m liegt, erheben sich einige Berge der Umgebung in der Petrova Gora bis auf 500 m.

### Verkehr
Etwas nördlich des Ortes verläuft die Fernstraße D6 in Richtung Karlovac bzw. Glina. Mit dem Grenzübergang nach Bosnien ist Topusko durch eine Nebenstraße verbunden.

### Gemeindeteile
Zur Gemeinde Topusko gehören die Orte Batinova Kosa, Bukovica, Crni Potok, Donja Čemernica, Gređani, Hrvatsko Selo, Katinovac, Mala Vranovina, Malička, Pecka, Perna, Ponikvari, Staro Selo Topusko, Velika Vranovina und Vorkapić.

## Sehenswürdigkeiten
- Überreste des ehemaligen Zisterzienserklosters Topusko (Toplice) (23 m hohes gotisches Portal)

## Bevölkerung
Die Verbandsgemeinde hatte zur Volkszählung 2011 insgesamt 2985 Einwohner; davon bezeichneten sich 1865 als Kroaten (62,5 %), 893 als Serben (29,9 %) und 139 als Bosniaken (4,7 %). 92 % der Einwohner gaben jedoch als Muttersprache Kroatisch an. Vor dem Krieg hatte die Gemeinde etwa doppelt so viele Einwohner.
Etwa 900 Einwohner leben in Topusko selbst, der Rest in den Ortsteilen.

## Geschichte
Im Kroatienkrieg befand sich Topusko im direkten Kampfgebiet und wurde von 1991 bis 1995 von der nicht anerkannten Republik Serbische Krajina kontrolliert. Der Ort und die Kureinrichtungen wurden teilweise schwer beschädigt.